# تل سياة بيدانجير (مقاطعة تشرام)
تل سياة بيدانجير (بالفارسية: تل سیاه بیدانجیر) هي قرية تقع في قسم بشتة ذيلايي الريفي (مقاطعة تشرام) في إيران. يقدر عدد سكانها بـ 67 نسمة بحسب إحصاء 2016.